# Maslen Nos
Maslen Nos (bulgariska: Маслен Нос) är en udde i Bulgarien.   Den ligger i regionen Burgas, i den östra delen av landet, 400 km öster om huvudstaden Sofia.
Terrängen inåt land är platt åt sydväst, men åt nordväst är den kuperad. Havet är nära Maslen Nos österut. Närmaste större samhälle är Sozopol, 14,6 km nordväst om Maslen Nos. 